# Gianni Cazzola
Gianni Cazzola (San Giovanni in Persiceto, 9 maggio 1938) è un batterista italiano, uno dei più prolifici e apprezzati strumentisti della scena jazz italiana.

## Biografia
Si avvicina allo batteria da bambino, acquisendo in breve tempo una buona padronanza dello strumento, anche grazie alla scoperta e all'ascolto dei grandi batteristi jazz d'oltreoceano. Il suo percorso a livello professionale inizia nel 1957, quando a 19 anni entra a far parte della formazione  del chitarrista  Franco Cerri. L'anno seguente il sassofonista Gianni Basso e il trombettista Oscar Valdambrini, leaders del quintetto Basso-Valdambrini (con Renato Sellani al pianoforte e Giorgio Azzolini al contrabbasso), lo chiamano per completare l'organico del quintetto. La sua carriera è caratterizzata da un crescendo di esperienze, che lo portano anno dopo anno a collaborare con musicisti e interpreti di grande notorietà, con nomi di spicco quali Billie Holiday, Chet Baker, Tommy Flanagan, Gerry Mulligan, Dexter Gordon,  Lee Konitz,  Phil Woods, Sarah Vaughan, Helen Merrill e molti altri, partecipando a numerosi concerti e festivals internazionali. 

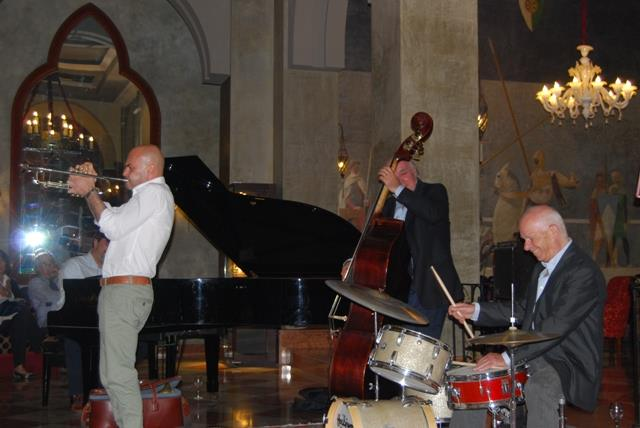
Gianni Cazzola 4et feat. Luciano Milanese, Verona 2014

Dopo aver fondato nel 1988 "l'Italian Repertory Quartet", con il bassista  Piero Leveratto, il pianista  Marcello Tonolo e il  tenorsassofonista  Jacopo Jacopetti, inizia nel 1992 la collaborazione con il trio del pianista Dado Moroni, con Rosario Bonaccorso al contrabbasso. Nell'estate 1993, in occasione della partecipazione a Umbria Jazz, rappresenta l'Italia per il circuito radiofonico Europeo. Nel luglio 2017, con un omaggio al pianista Newyorkese Fats Waller, è ancora a Umbria Jazz (UJ 17) alla guida  di un sestetto composto da Sandro Gibellini (chitarra), Alan Farrington (voce), Alfredo Ferrario (clarinetto), Marco Bianchi (vibrafono) e Roberto Piccolo (contrabbasso).
Ha avuto anche qualche significativa esperienza in ambito pop, suonando con l'orchestra di Pino Presti per la cantante Mina in famosi brani come Grande, grande, grande ed E penso a te, e con l'orchestra di Augusto Martelli (L'Orchestra di Augusto Martelli dal vivo).
Sempre attivo con registrazioni discografiche e concerti, Gianni Cazzola è citato nella enciclopedia Treccani "Tra i musicisti di alto livello espressi dal jazz italiano".

## Discografia (parziale)
- L'Orchestra di Augusto Martelli dal vivo - Augusto Martelli (PDU, 1969)
- Mina - Mina (PDU, 1971)
- Pedro Y Antonia - Hugo Heredia Feat. Klaus Koenig, Peter Frei, Peter Schmidlin, Ivanir Mandrake Do Nascimento, Sergio Farina,   Gianni Cazzola (Ariston, 1974)
- Alchemy in jazz - Oscar Rocchi Quintet Feat. Hugo Heredia, Sergio Fanni, Furio Di Castri, Gianni Cazzola (Ring, 1979)
- Jazz progression - Oscar Rocchi Quintet Feat. Hugo Heredia, Sergio Fanni, Giovanni Tommaso, Gianni Cazzola, Roberto Gatto  (Flam, 1984)
- Sharp Blues - Matt Jazz Quintet Featuring Gianni Cazzola (Splasc(h) Records, 1986)
- Italian Repertory - Gianni Cazzola, Jacopo Jacopetti, Marcello Tonolo, Piero Leveratto (Gala records, 1988)
- So That - Guido Manusardi, Eddie Gomez, Gianni Cazzola (Splasc(h) Records, 1990)
- Luca Flores, Gianni Cazzola (Splasc(h) Records, (2003)
- Live At Belzebù - Massimo Urbani Quartet Feat. Marcello Tonolo, Aldo Zunino, Gianni Cazzola (Philology, 2004)
- Progetto Italiano - Luca Necciari, Matteo Addabbo, Stefano Cantini, Gianni Cazzola (Philology, 2006)
- Blue Shuffle - (Blue Serge, 2009)
- A Swinging Session - Gianni Cazzola, Tullio Ricci (Radio SNJ Records, 2010)
- The Swing Hat Boy - Gianni Cazzola, Attilio Costantino, Andrea Candeloro (Ultrasound Records, 2023)

### Singoli
- Grande, grande, grande - Mina (PDU, 1972)